# Veribubo mongolicus
Veribubo mongolicus är en tvåvingeart som först beskrevs av Zaitzev 1973.  Veribubo mongolicus ingår i släktet Veribubo och familjen svävflugor. Inga underarter finns listade i Catalogue of Life.